# Paragraf Kate
Paragraf Kate (ang. Fairly Legal, 2011–12) – amerykański serial prawniczy nadawany przez stację USA Network od 20 stycznia 2011 roku do 15 czerwca 2012 roku. W Polsce jest nadawany od 4 kwietnia 2011 roku na kanale Universal Channel. 

## Opis fabuły
Kiedy Kate Reed (Sarah Shahi), utalentowana prawniczka z San Francisco, uświadamia sobie, że prestiżowe sprawy, które prowadzi w kancelarii adwokackiej swojego zmarłego ojca, budzą wiele zastrzeżeń natury etycznej, odchodzi z zespołu i zostaje mediatorem sądowym. Choć ma naturalny dar rozwiązywania konfliktów, szybko przekonuje się, że nowy zawód wcale nie jest taki łatwy, jak się jej wydawało, a skłóconych ludzi ciężko namówić do polubownego załatwienia sporu. W dodatku jej małżeństwo z Justinem Patrickiem (Michael Trucco), zastępcą prokuratora okręgowego, przechodzi kryzys. Czy Kate wykorzysta swoje mediacyjne umiejętności i uratuje swój związek.

## Obsada

### Główni
- Sarah Shahi jako Kate Reed
- Michael Trucco jako Justin Patrick
- Virginia Williams jako Lauren Reed
- Baron Vaughn jako Leonardo Prince

### Pozostali
- Richard Dean Anderson jako David Smith
- Ethan Embry jako Spencer
- Gerald McRaney jako sędzia David Nicastro
- Devon Weigel jako Kim

## Odcinki
| Sezon | Sezon | Odcinki | Oryginalna emisja | Oryginalna emisja | Oryginalna emisja | Oryginalna emisja | Oryginalna emisja |
| Sezon | Sezon | Odcinki | Premiera sezonu   | Finał sezonu      | Premiera sezonu   | Finał sezonu      |                   |
| ----- | ----- | ------- | ----------------- | ----------------- | ----------------- | ----------------- | ----------------- |
|       | 1     | 10      | 20 stycznia 2011  | 24 czerwca 2011   | 4 kwietnia 2011   | 6 czerwca 2011    |                   |
|       | 2     | 13      | 16 marca 2012     | 15 czerwca 2012   | 20 września 2012  | 13 grudnia 2012   |                   |